# 关于建立常任文官制度的报告
关于建立常任文官制度的报告（英語：Report on the Organisation of the Permanent Civil Service），又称诺斯科特-特里维廉报告、諾斯科特-屈維廉報告，是由斯塔福德·诺思科特于1853年撰写，1854年提送国会两院的报告。1855年，英国政府接受报告中的建议，此举直接推动了英国常任文官制度的产生。报告提出，官员应通过公开考试表明其有“通才”智力后，才能被择优录用；政府部门平时应对官员实行严格而科学的考核制度。

## 背景

### 工业革命
工业革命后，英国等资本主义国家的生产力水平提高。政府除维护社会治安、国防、财政和税收等传统事务外，还要管理经济、文化和科技等新的社会事务。国家管理职能急剧扩展，管理事务也愈发复杂，亟须建立能迅速处理日常事务的职业官僚体系。此外，工业革命使人们的受教育程度提高，人们要求平等参与政府工作的呼声越来越强烈。向社会开放政府公职、改革官员录用制度，建立廉洁高效政府的呼声日益高涨。

### 政党分肥制
英国内阁制度和政党政治形成后，出现“政党分肥制”。执政党一般会将官职分给党内同僚，平民也可以进入政府任职。一旦内阁重组或政党轮替，就要更换大批政府官员。此种官职分配方式造成腐败泛滥，严重影响政府工作的连续性和稳定性，降低了行政效率。此外，此时的官员缺乏考核，政府中的冗员却在不断增加，机构臃肿，办事效率极低的状况进一步恶化。

### 克里米亚战争
1853年至1856年，英、法等国在克里米亚半岛与俄罗斯帝国作战。由于政府机构混乱，官员昏庸无能，导致英军因后勤问题伤亡惨重，政府的管理能力受到强烈质疑。

## 影响

### 文官制度最终确立
1855年，英国政府接受《关于建立常任文官制度的报告》的建议，颁布法令，建立不受党派干涉的文官委员会，以对被推荐的候选人进行考试。1870年，英国再次颁布法令，规定多数重要文官职位必须通过公开竞争考试择优录用，文官委员会有权独立决定文官的基本录用条件，文官制度得到最终确立。改革后建立起来的近代文官制度把英国政府官职分为政务官和文官两部分。对文官规定了政治中立原则，即文官不得参加政党政治活动，不得竞选议员，不得接受政治捐款，不随内阁更迭而进退。从而避免了“政党分肥制”的弊病，保持行政工作的熟练和执行国策的连续性，有利于政局稳定。同时也保持了文官职业的相对独立性，不为党派效力，秉公执法，取得公众的合作与支持。

### 其他国家
其他国家在学习英国文官制度的基础上，着手建立本国的文官制度。1883年，美国国会通过《美国文官法》，建立了文官制度。第二次世界大战后，法国、德国和日本的文官制度最终建立。

### 对教育和科技的负面影响
文官的考试内容以人文科学为主，以基础理论为主，促使英国社会形成人文科学与自然科学、基础科学与工艺技术彼此对立的“两种文化”和重视人文科学轻视自然科学、重视基础理论轻视科学技术开发的社会偏见。英国政府实行文官高薪制和教师、科技人员低薪制。